# Konny Isgren
Konny Isgren född 16 december 1948, är en svensk poet uppvuxen i Aspudden och Hässelby.

## Priser och utmärkelser
- 1981 – Albert Bonniers stipendiefond för yngre och nyare författare
- 1988 – Signe Ekblad-Eldhs pris
- 1988 – Svenska Dagbladets litteraturpris
- 1989 – Sveriges Radios Lyrikpris